# Kdo chce zabít Jessii?
Kdo chce zabít Jessii? (översatt: Vem vill döda Jessie?) är en tjeckoslovakisk komisk science fiction-film från 1966 i regi av Václav Vorlíček, med manus av den samme och Miloš Macourek. Den i Tjeckien välkända serietecknaren Kája Saudek bidrog med teckningar och effekter till filmen.

## Handling
Paret Beránková har en maskin som kan skicka personer och objekt från drömmar till den verkliga världen. Av misstag skickas seriefiguren Jessie till den verkliga världen och filmen skildrar skämtsamt kulturkrocken som uppstår då en seriefigur interagerar med den verkliga världen, bland annat genom pratbubblor.

## Rollista, urval
- Dana Medřická – Růženka Beránková
- Jiří Sovák – Jindřich Beránek
- Olga Schoberová – Jessie
- Juraj Višný – Superman
- Karel Effa – revolvermannen
- Vladimír Menšík – Kolbaba
- Valtr Taub – professor
- Bedřich Prokoš – dammige mannen
- Otto Šimánek – biträdande professor
- Jan Skopeček – Řečník
- Jitka Zelenohorská – Ivana